# 21st Space Wing

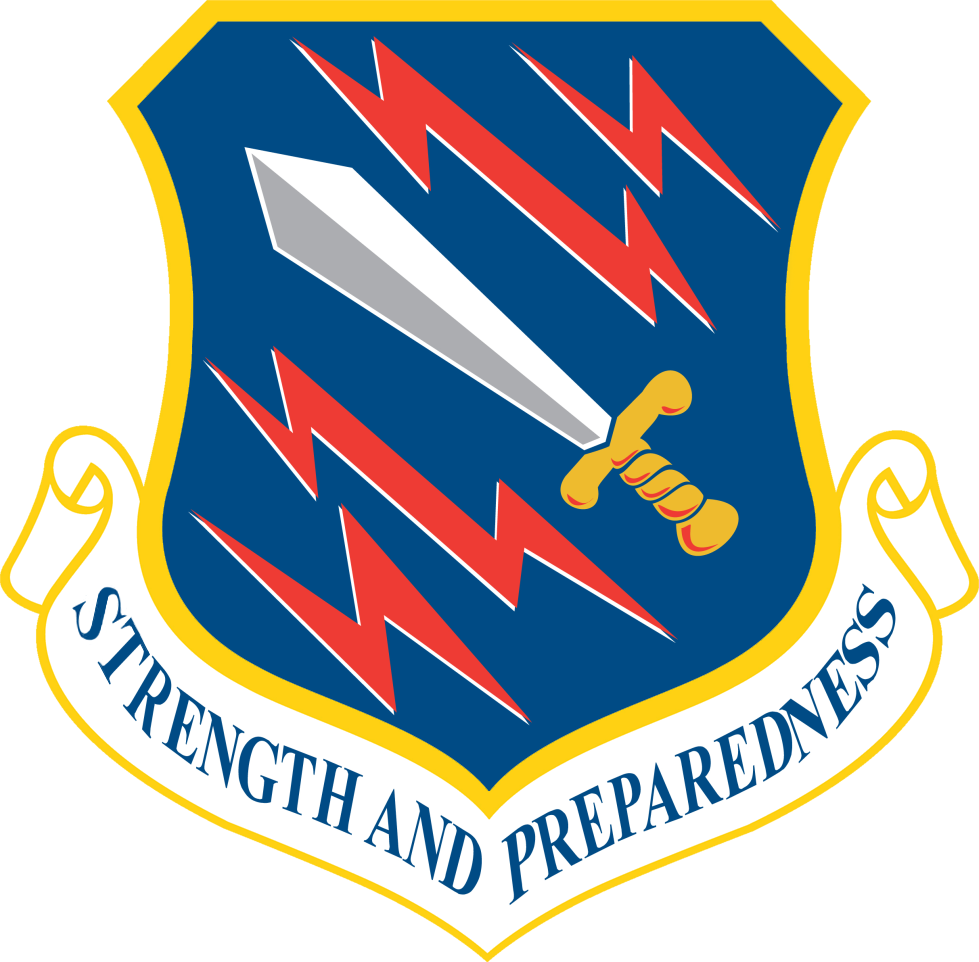
Emblème de la 21st Space Wing.

La 21st Space Wing était une unité de l'United States Space Force (jusqu'en 2019 Air Force Space Command), basée à la Peterson Space Force Base dans le Colorado.
L'unité était chargée de la gestion des alertes antimissiles et de la détection des objets spatiaux en appui du Commandement de la défense aérospatiale de l'Amérique du Nord (NORAD) et de l'United States Strategic Command (USSTRATCOM).